# Штаты Гернси
Штаты Гернси (англ. The States of Guernsey, фр. États de Guernesey, норманд. Êtats d'Guernési) — парламент коронного владения британской короны Гернси, его здание располагается в Сент-Питер-Порте.
Парламент состоит из 38 выбранных депутатов и 2 представителей Олдерни.
В коронном владении Гернси 3 политические партии (Партнерство независимых, Альянс Гернси, Гернсейская партия), в выборах могут участвовать и независимые кандидаты, все депутаты являются независимыми. Кандидаты избираются демократическим путём через народное голосование. Заседания в Штатах проходят каждый месяц кроме августа.
Функции государственного управления осуществляются десятью Департаментами во главе с министром.